# NU’EST
NU’EST (кор. 뉴이스트, яп. ニューイースト; сокращение от New Establish Style Tempo) — южнокорейский бойбенд, сформированный компанией Pledis Entertainment в 2011 году. Коллектив состоит из пяти участников: ДжейА (он же лидер), Арона, Пэкхо, Минхёна и Рена и стал первой мужской группой агентства. Дебют состоялся 14 марта 2012 года с синглом «Face».

## Карьера

### Предебют
До своего официального дебюта NU’EST появлялись в проектах коллег по агентству. Они были подтанцовкой в видеоклипе и промоушене After School Blue «Wonder Boy», а также принимали участие в рождественском релизе «Love Letter». В качестве Pledis Boys участники выпустили собственную версию «Love Letter». ДжейА появлялся в видеоклипах Orange Caramel «Bangkok City» и клипе Юи «Sok Sok Sok». Бэкхо снимался в видеоклипе After School «Play Ur Love», а Минхён принимал участие в клипе Orange Caramel «Shanghai Romance».
Вместе с Лиззи ДжейА, Минхён, Арон и Рен снимались в рекламе для спортивного бренда New Balance. В программе «Привет, советник» Кахи представила ДжейА и Пэкхо как двух участников новой мужской группы Pledis. 29 декабря 2011 года Pledis Boys, уже переименованные в After School Boys, выступили вместе с After School на SBS Gayo Daejeon. ДжейА и Минхён также участвовали в показе для осенне-зимней коллекции Пак Юн Со в рамках Сеульской недели моды.

### 2012—14: Дебют,Action,Hello,Sleep Talking,Re:BIRTHи японский дебют

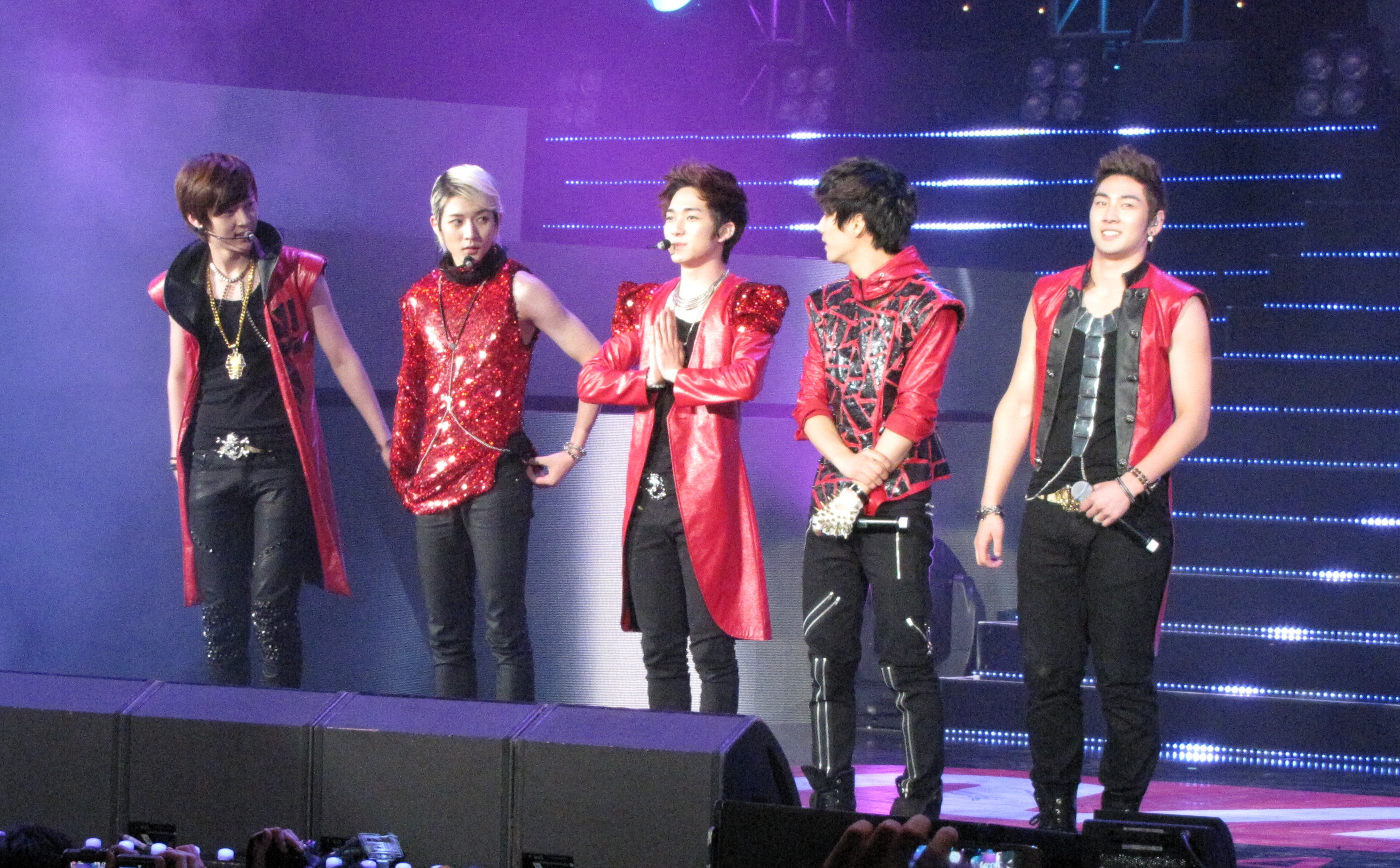
NU’EST на фестивале KCON в Сан-Франциско, 2012 год

NU’EST дебютировали 15 марта 2012 года с синглом «Face», в тот же день состоялось дебютное выступление на M!Countdown. Сингл дебютировал на 65 месте Gaon Digital Chart. В период промоушена было запущено реалити-шоу «Создание звёзд NU’EST: Высадка десанта».
11 июля состоялся выход первого мини-альбома Action. Релиз дебютировал на 4 месте Gaon Album Chart, а по итогам июля попал в топ-10 с продажами в 15 564 копии. Группа также стала официальным представителем Национальной скаутской ассоциации Южной Кореи. До конца года коллектив проводил и участвовал в мероприятиях за пределами Кореи, в том числе выступал на фестивале KCON в Сан-Франциско. В декабре NU’EST подписали рекламный контракт с McDonald’s.
В январе 2013 года Бэкхо и Рен сыграли эпизодические роли в дораме «Даосский маг Чон У Чхи». 13 февраля был выпущен второй мини-альбом Hello. Он вновь дебютировал на 4 месте альбомного чарта, по итогам февраля имея меньший коммерческий успех — было продано 9 199 копий. В день выхода альбома NU’EST провели эксклюзивный концерт. Во время промоушена участники вновь участвовали в реалити-шоу, на этот раз для телеканала MTV — «Дневник SBS MTV», где вместе с ними также были их на тот момент коллеги Hello Venus, женская группа, созданная под руководством Pledis и Fantagio Entertainment. В марте NU’EST отметили первую годовщину со дня дебюта со специальным концертом в Японии — NU′EST Debut 1st Anniversary Live Show Time. 8 апреля Арон стал одним из ди-джеев на радио Arirang Music Access.
22 августа группа выпустила третий мини-альбом Sleep Talking. Релиз дебютировал в топ-10 альбомного чарта, по итогам августа продажи составили 11 935 копий. В марте 2014 года Рен выступил вместе с Минхёком из BTOB, Сончжином из A-Jax и Хонбином из VIXX в специальном 400-м эпизоде Music Core с кавером «Something» Girl’s Day. 9 июля NU’EST выпускают первый полноформатный альбом Re:BIRTH, который дебютирует в топ-5 альбомного чарта; по итогам июля продажи составили 11 105 копий.
5 ноября состоялся дебют в Японии с синглом «Shalala Ring».

### 2015—16: Японское продвижение,Q IsиCanvas

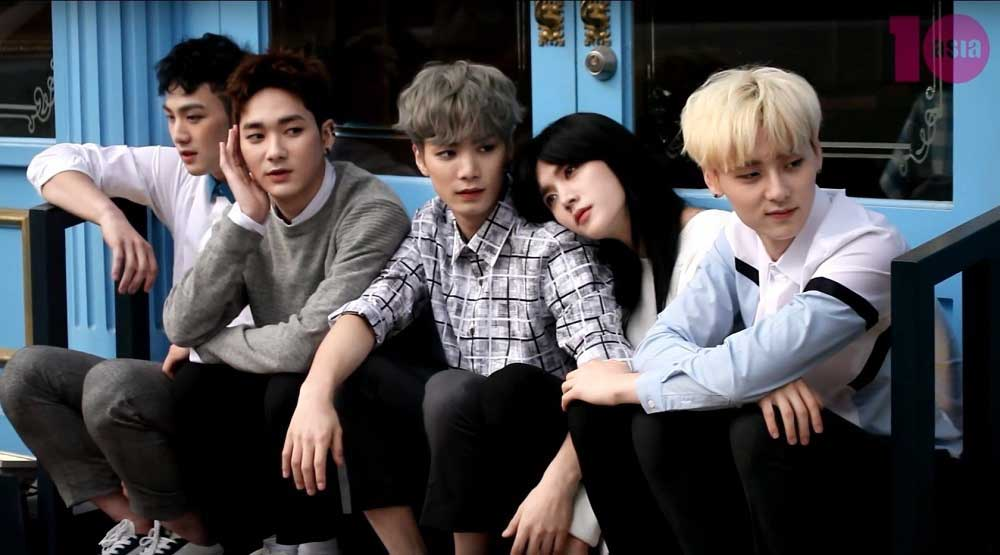
NU’EST в апреле 2016 года

27 февраля 2015 года состоялся релиз специального цифрового сингла «I’m Bad» в честь третьей годовщины группы, и в марте было выпущено лимитированное издание на физических носителях. Пэкхо не смог принять участие в записи главного сингла из-за перенесённой операции на голосовых связках, но работал над би-сайд треком «A Scene Without You». 2 апреля Минхён представил композицию «The Aftermath», записанную при участии корейской инди-певицы Fromm. 19 апреля Арон покинул радио Arirang Music Access, и 3 мая группа провела шоукейс в Далласе.
20 мая был выпущен второй японский сингл «Nanananamida». 14 августа Арон стал диджеем на SBS Pop Asia в собственном шоу «Тусовка Арона». 18 ноября NU’EST выпустили свой первый японский альбом Bridge the World. Композиция «Cherry» стала темой для независимого японского фильма «Их путь», где участники также исполнили одни из главных ролей.
17 февраля 2016 года был выпущен четвёртый мини-альбом Q Is, промоушен стартовал на следующий день. Альбом вновь дебютировал в топ-5, продажи за февраль составили 6 177 копий. 29 августа был выпущен пятый мини-альбом Canvas, дебютировавший в топ-3 альбомного чарта, что стало лучшим результатом в карьере коллектива. Продажи по итогам августа составили 4 143 копии.

### 2017—18:Produce 101 Season 2и NU’EST W
Из-за того, что с момента своего дебюта NU’EST так и не смогли достичь коммерческого успеха, агентство рассматривало вариант расформирования, и ДжейА, Бэкхо, Минхён и Рен стали участниками второго сезона популярного шоу на выживание «Подготовка 101». В результате появления в шоу вся дискография группы начала резко подниматься в музыкальных чартах, и популярность NU’EST стала набирать обороты. После финального эпизода шоу вся дискография вновь оккупировала чарты Кореи, и также попала в топ чарта Gaon. Лишь Минхёну удалось попасть в финальный топ-11 и дебютировать в составе Wanna One; по правилам шоу он должен был продвигаться полтора года лишь в сформированной группе, без шанса выпустить альбом в составе NU’EST. Оставшиеся участники сформировали саб-юнит NU'EST W, который должен был продвигаться до окончания действия контракта Минхёна с YMC. Внезапный всплеск популярности позволил юниту вернуться на музыкальные шоу, чтобы выступить с синглом «Hello», который был выпущен в 2013 году.
После завершения реалити-шоу ДжейА и Рен стали моделями для косметического бренда Labiotte, вскоре к ним присоединились Бэкхо и Арон. Рен также стал постоянным участником телешоу «Исследуя тернистый путь», где он путешествовал по Европе. Арон участвовал в сингле Рэйны «Loop».
Контракт Минхёна как участника Wanna One подошёл к концу 31 декабря 2018 года, однако он не мог вернуться к деятельности NU’EST до января 2019 года из-за обсуждений Pledis и Swing Entertainment касательно его участия в церемониях награждения как участника Wanna One. Деятельность Минхёна в Wanna One официально завершилась 27 января 2019 года после серии концертов Therefore.

### 2019—2021:Happily Ever After,The Table,The Nocturne,DriveиRomanticize

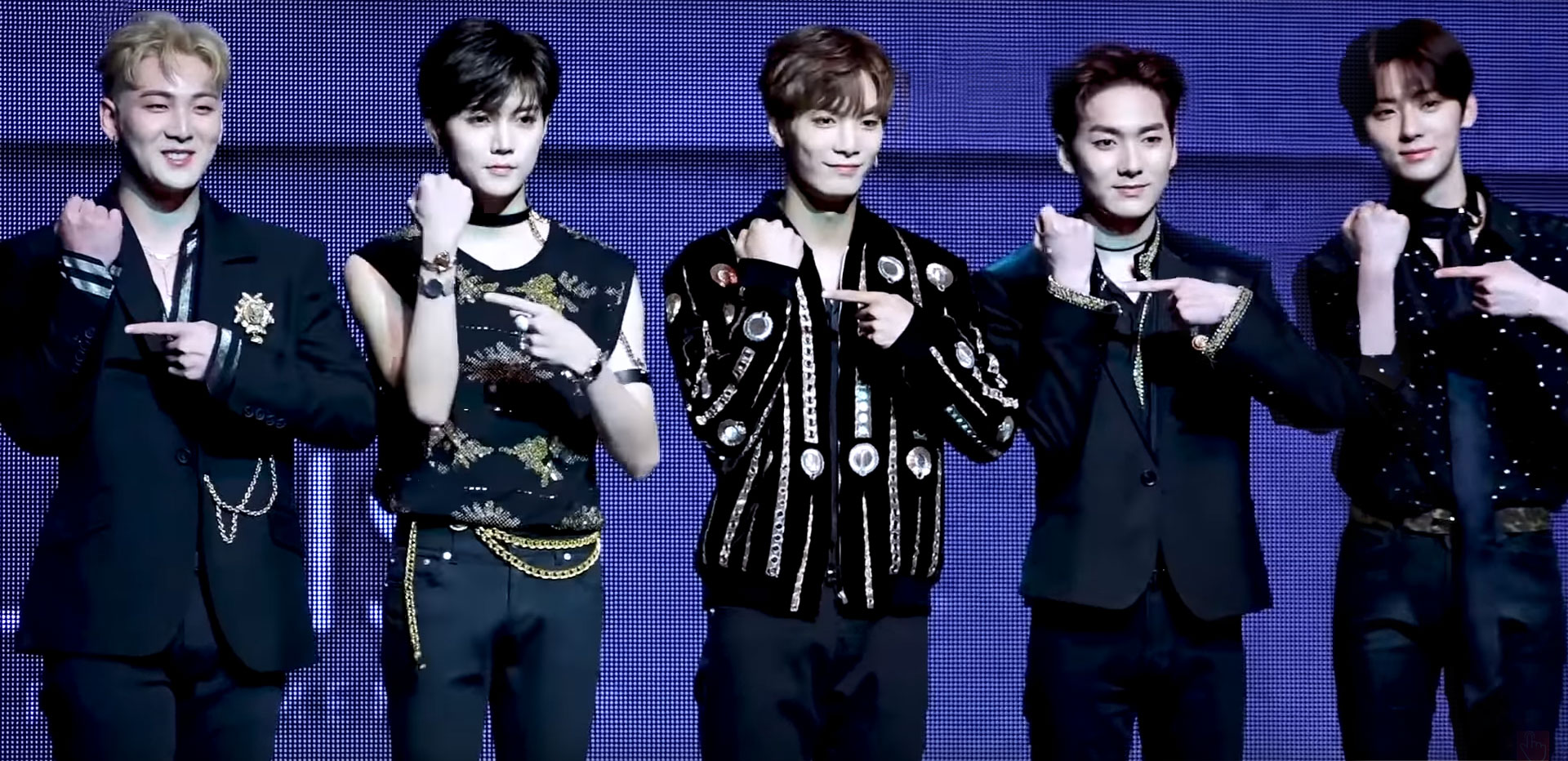
NU’EST на шоукейсе Happily Ever After, апрель 2019 года

После возвращения Минхёна в группу было объявлено о продлении контрактов с Pledis Entertainment. 15 марта был выпущен специальный сингл «A Song For You», приуроченный к седьмой годовщине коллектива.
3 апреля Минхён выпустил цифровой сингл «Universe» в качестве пре-релиза с предстоящего мини-альбома. 29 апреля был выпущен шестой мини-альбом Happily Ever After, который дебютировал на вершине альбомного чарта, что ознаменовало лучший результат в карьере NU’EST. По итогам года альбом вошёл в топ-10 самых продаваемых релизов, общий тираж проданных копий — почти 248 тысяч, что также позволило пластинке получить платиновую сертификацию в Корее. В мае группа выпустила официальную версию песни «Blessing», которая в 2012 году была одной из вариантов, чтобы стать дебютным синглом коллектива.
21 октября был выпущен седьмой мини-альбом The Table с ведущим синглом «Love Me», дебютировавший со 2 строчки альбомного чарта. По итогам октября было продано 183 100 копий, и уже в ноябре продажи достигли отметки в 213 722 копии.
11 мая 2020 года был выпущен восьмой мини-альбом The Nocturne с ведущим синглом «I'm in Trouble». Он дебютировал с вершины альбомного чарта Gaon, и продажи за май составили 191 366 копий.
7 октября NU'EST выпустили свой второй японский альбом Drive. Drive - первый японский альбом группы, выпущенный спустя 5 лет после Bridge the World.
19 апреля 2021 года группа выпустила свой второй студийный полный альбом Romanticize с ведущим синглом «Inside Out». Альбом возглавил еженедельный чарт продаж альбомов на Hanteo и заработал две короны в чарте Gaon. Ведущий сингл также одержал победы на M Countdown, Music Bank, Show! Music Core, и Inkigayo.

## Подгруппы
- NU’EST-M (2013—2014)
- NU’EST W (2017—2018)

## Участники

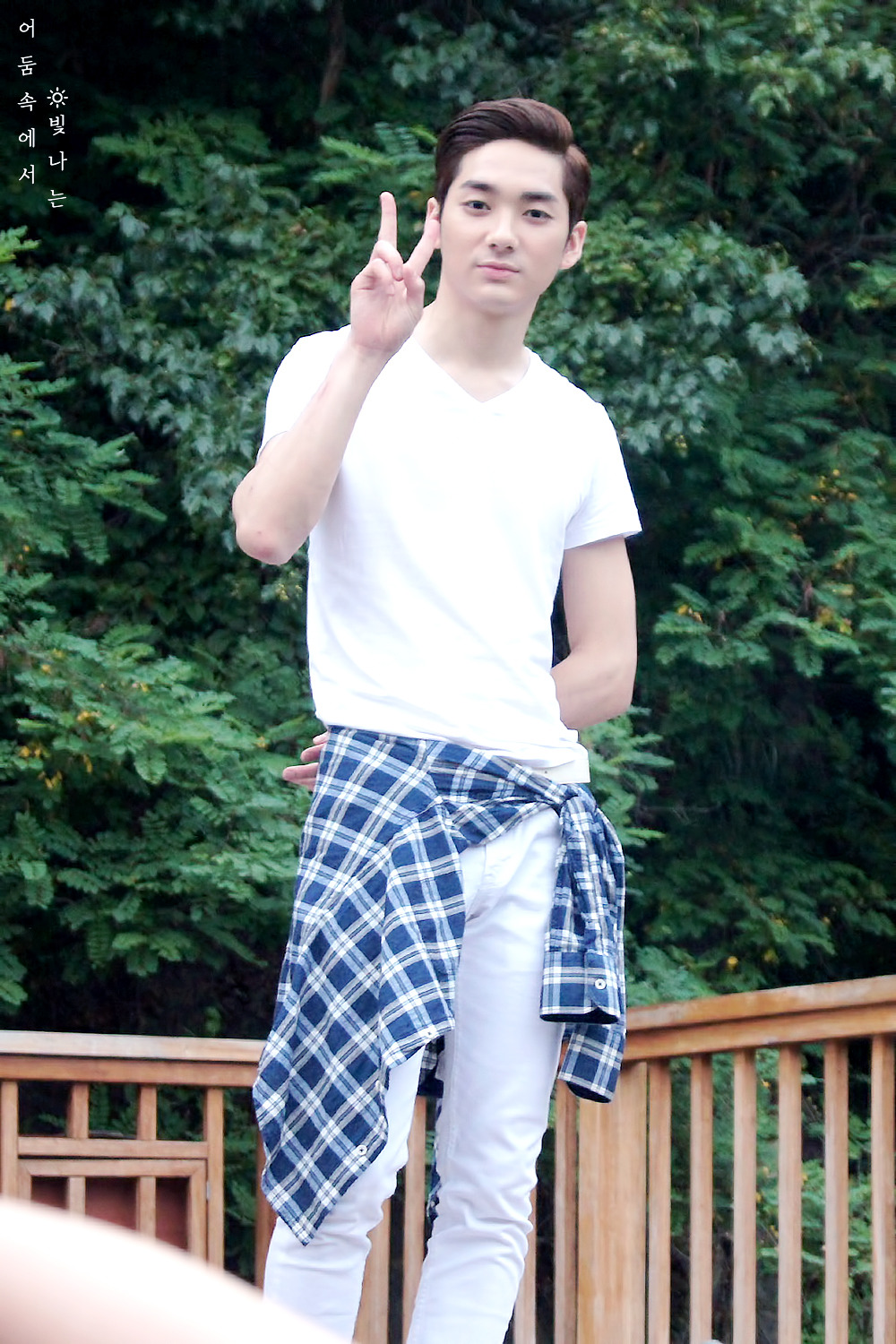
Арон
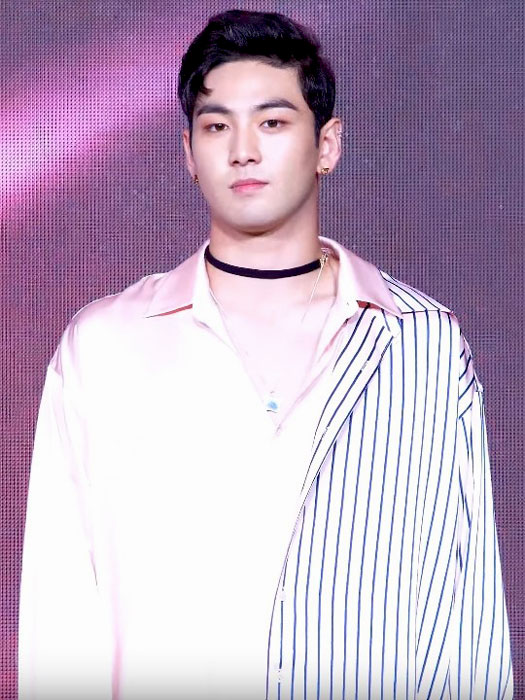
Бэкхо
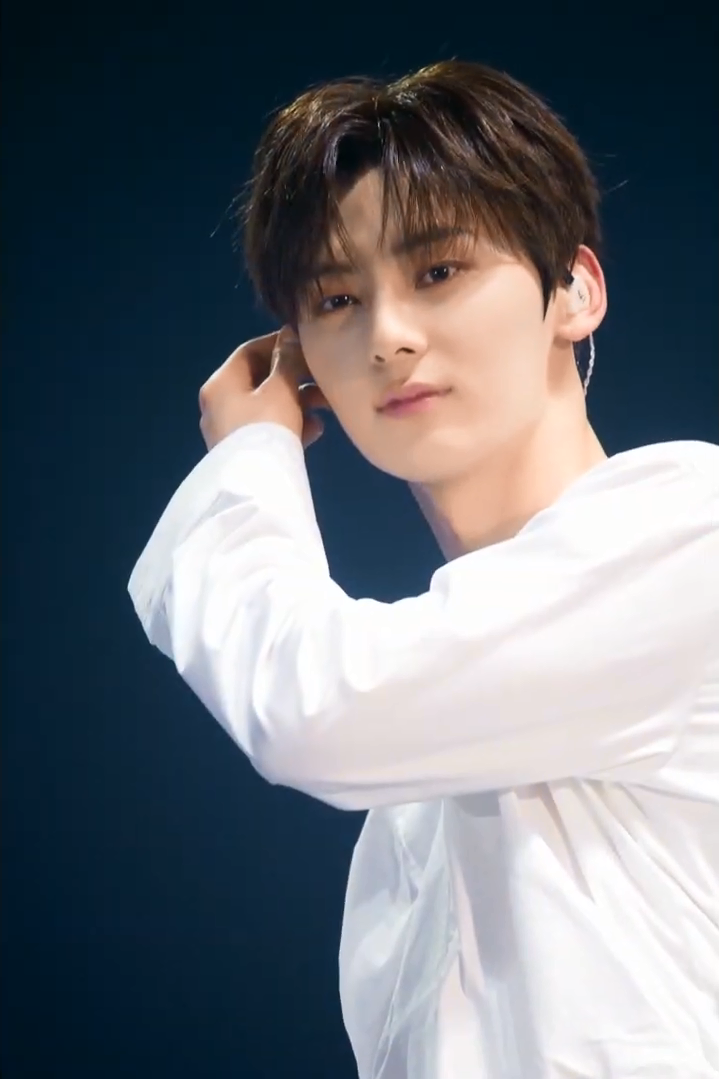
Минхён
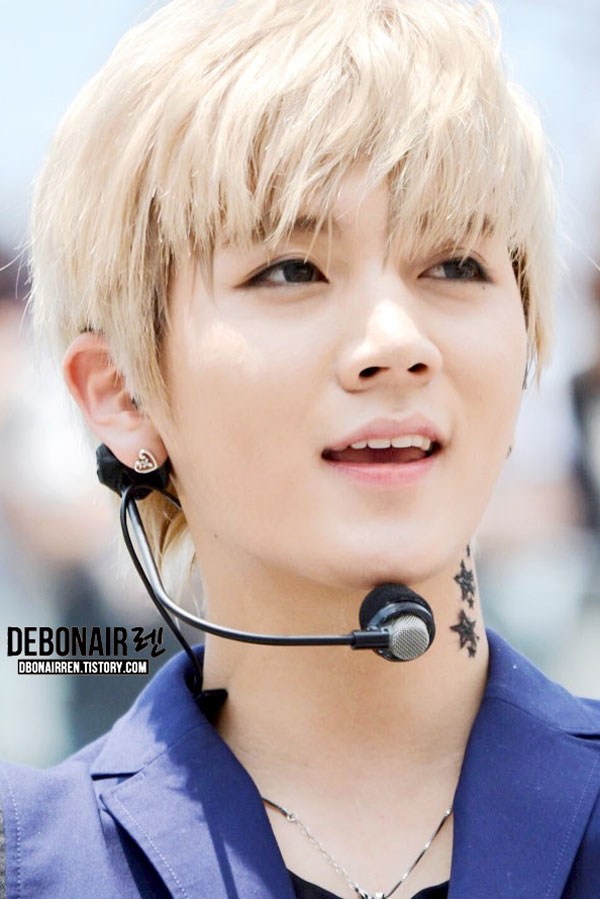
Рен

| Сценический псевдоним | Сценический псевдоним | Дата рождения | Позиция в группе                        |
| Основной              | Настоящие имя         | Дата рождения | Позиция в группе                        |
| --------------------- | --------------------- | ------------- | --------------------------------------- |
| ДжейА                 | Ким Джон Хён          | 08.06.1995    | Лидер, главный рэпер, главный танцор    |
| Арон                  | Квак Ён Мин           | 21.05.1993    | Ведущий рэпер, ведущий танцор, вокалист |
| Бэкхо                 | Кан Дон Хо            | 21.07.1995    | Главный вокалист                        |
| Минхён                | Хван Мин Хён          | 09.08.1995    | Ведущий вокалист, вижуал, центр         |
| Рен                   | Чхве Мин Ги           | 03.11.1995    | Лицо группы, вокалист, танцор, макнэ    |

## Дискография

### Корейские альбомы
- Re:Birth (2014)
- Romanticize (2021)

### Японские альбомы
- Bridge the World (2015)
- Drive (2020)

## Фильмография

### Реалити-шоу
- Создание звёзд NU’EST: Высадка десанта (2012)
- Дневник MTV (2013)
- NU’EST в любви (2013)
- Латинское шоу мечты NU’EST (2014)
- Личная жизнь NU’EST (2016)
- Дорога NU’EST (2019)

### Фильмы
- Их путь (2015)

## Концерты и туры

### Туры
- NU’EST Japan Tour One L.O.Λ.E. (2014)
- NU’EST Latin America Tour (2014)
- Re:Sponse Europe Tour (2014)
- NU’EST Japan Tour～Show Time 3 (2015)
- NU’EST World Tour Concert RE:VIVE (2015)
- NU’EST Japan Tour ～Bridge the World (2015)
- NU’EST Japan Tour 'One for L.O.Λ.E' (2016)
- NU’EST W <Double You> (2018)
- NU’EST Tour <Segno> (2019)

### Концерты
- NU’EST Show Time in Seoul (2013)
- NU’EST Debut 1st Anniversary Live～ Show Time (2013)
- NU’EST L.O.Λ.E.'s Party (2013)
- NU’EST Debut 2nd Anniversary Live～ Show Time 2 (2014)
- NU’EST Autumn Live (2014)
- NU’EST First Solo Show In Dallas (2015)
- NU’EST Live ～Show Time 4 (2016)
- NU’EST W Special Mini Concert (2017)
- Nu’est W — Double You (2018)
- Nu’est W — Double You Encore (2018)
- Nu’est Segno Tour (2019)
- Nu’est Love Page (2019)